# Grand Prix Wielkiej Brytanii 2025
Grand Prix Wielkiej Brytanii 2025, oficjalnie Formula 1 Qatar Airways British Grand Prix 2025 – dwunasta runda Mistrzostw Świata Formuły 1 w sezonie 2025. Grand Prix odbyło się w dniach 4–6 lipca 2025 na torze Silverstone Circuit w Silverstone. Wyścig wygrał Lando Norris (McLaren), a na podium stanęli kolejno: Oscar Piastri (McLaren) i po raz pierwszy w karierze Nico Hülkenberg (Kick Sauber).

## Lista startowa
Na niebieskim tle kierowcy biorący udział jedynie w piątkowych treningach.
| Nr          | Kierowca              | Zespół                             | Samochód                          | Silnik              | Opony |
| ----------- | --------------------- | ---------------------------------- | --------------------------------- | ------------------- | ----- |
| 1           | Max Verstappen        | Oracle Red Bull Racing             | Red Bull Racing RB21              | Honda RBPTH002      | P     |
| 4           | Lando Norris          | McLaren Formula 1 Team             | McLaren MCL39                     | Mercedes-AMG F1 M16 | P     |
| 5           | Gabriel Bortoleto     | Stake F1 Team Kick Sauber          | Kick Sauber C45                   | Ferrari 066/12      | P     |
| 6           | Isack Hadjar          | Visa Cash App Racing Bulls F1 Team | Racing Bulls VCARB 02             | Honda RBPTH002      | P     |
| 10          | Pierre Gasly          | BWT Alpine F1 Team                 | Alpine A525                       | Renault E-Tech RE25 | P     |
| 12          | Andrea Kimi Antonelli | Mercedes-AMG PETRONAS F1 Team      | Mercedes-AMG F1 W16 E Performance | Mercedes-AMG F1 M16 | P     |
| 14          | Fernando Alonso       | Aston Martin Aramco F1 Team        | Aston Martin AMR25                | Mercedes-AMG F1 M16 | P     |
| 16          | Charles Leclerc       | Scuderia Ferrari HP                | Ferrari SF-25                     | Ferrari 066/12      | P     |
| 18          | Lance Stroll          | Aston Martin Aramco F1 Team        | Aston Martin AMR25                | Mercedes-AMG F1 M16 | P     |
| 22          | Yūki Tsunoda          | Oracle Red Bull Racing             | Red Bull Racing RB21              | Honda RBPTH002      | P     |
| 23          | Alexander Albon       | Atlassian Williams Racing          | Williams FW47                     | Mercedes-AMG F1 M16 | P     |
| 27          | Nico Hülkenberg       | Stake F1 Team Kick Sauber          | Kick Sauber C45                   | Ferrari 066/12      | P     |
| 30          | Liam Lawson           | Visa Cash App Racing Bulls F1 Team | Racing Bulls VCARB 02             | Honda RBPTH002      | P     |
| 31          | Esteban Ocon          | MoneyGram Haas F1 Team             | Haas VF-25                        | Ferrari 066/12      | P     |
| 36          | Arvid Lindblad        | Oracle Red Bull Racing             | Red Bull Racing RB21              | Honda RBPTH002      | P     |
| 43          | Franco Colapinto      | BWT Alpine F1 Team                 | Alpine A525                       | Renault E-Tech RE25 | P     |
| 44          | Lewis Hamilton        | Scuderia Ferrari HP                | Ferrari SF-25                     | Ferrari 066/12      | P     |
| 55          | Carlos Sainz Jr.      | Atlassian Williams Racing          | Williams FW47                     | Mercedes-AMG F1 M16 | P     |
| 63          | George Russell        | Mercedes-AMG PETRONAS F1 Team      | Mercedes-AMG F1 W16 E Performance | Mercedes-AMG F1 M16 | P     |
| 81          | Oscar Piastri         | McLaren Formula 1 Team             | McLaren MCL39                     | Mercedes-AMG F1 M16 | P     |
| 87          | Oliver Bearman        | MoneyGram Haas F1 Team             | Haas VF-25                        | Ferrari 066/12      | P     |
| 97          | Paul Aron             | Stake F1 Team Kick Sauber          | Kick Sauber C45                   | Ferrari 066/12      | P     |
| Źródło: FIA |                       |                                    |                                   |                     |       |

## Wyniki

### Najlepsze czasy sesji treningowych
| Sesja       | Nr | Kierowca        | Konstruktor      | Czas     | Okr. |
| ----------- | -- | --------------- | ---------------- | -------- | ---- |
| 1           | 44 | Lewis Hamilton  | Ferrari          | 1:26,892 | 26   |
| 2           | 4  | Lando Norris    | McLaren-Mercedes | 1:25,816 | 26   |
| 3           | 16 | Charles Leclerc | Ferrari          | 1:25,498 | 14   |
| Źródło: FIA |    |                 |                  |          |      |

### Kwalifikacje
| P                    | Nr | Kierowca              | Konstruktor                  | Czasy w kwalifikacjach | Czasy w kwalifikacjach | Czasy w kwalifikacjach | Poz. s. |
| P                    | Nr | Kierowca              | Konstruktor                  | Q1                     | Q2                     | Q3                     | Poz. s. |
| -------------------- | -- | --------------------- | ---------------------------- | ---------------------- | ---------------------- | ---------------------- | ------- |
| 1                    | 1  | Max Verstappen        | Red Bull Racing-Honda RBPT   | 1:25,886               | 1:25,316               | 1:24,892               | 1       |
| 2                    | 81 | Oscar Piastri         | McLaren-Mercedes             | 1:25,963               | 1:25,316               | 1:24,995               | 2       |
| 3                    | 4  | Lando Norris          | McLaren-Mercedes             | 1:26,123               | 1:25,231               | 1:25,010               | 3       |
| 4                    | 63 | George Russell        | Mercedes                     | 1:26,236               | 1:25,637               | 1:25,029               | 4       |
| 5                    | 44 | Lewis Hamilton        | Ferrari                      | 1:26,296               | 1:25,084               | 1:25,095               | 5       |
| 6                    | 16 | Charles Leclerc       | Ferrari                      | 1:26,186               | 1:25,133               | 1:25,121               | 6       |
| 7                    | 12 | Andrea Kimi Antonelli | Mercedes                     | 1:26,265               | 1:25,620               | 1:25,374               | 10      |
| 8                    | 87 | Oliver Bearman        | Haas-Ferrari                 | 1:26,005               | 1:25,534               | 1:25,471               | 18      |
| 9                    | 14 | Fernando Alonso       | Aston Martin Aramco-Mercedes | 1:26,108               | 1:25,593               | 1:25,621               | 7       |
| 10                   | 10 | Pierre Gasly          | Alpine-Renault               | 1:26,328               | 1:25,711               | 1:25,785               | 8       |
| 11                   | 55 | Carlos Sainz Jr.      | Williams-Mercedes            | 1:26,175               | 1:25,746               |                        | 9       |
| 12                   | 22 | Yūki Tsunoda          | Red Bull Racing-Honda RBPT   | 1:26,275               | 1:25,826               |                        | 11      |
| 13                   | 6  | Isack Hadjar          | Racing Bulls-Honda RBPT      | 1:26,177               | 1:25,864               |                        | 12      |
| 14                   | 23 | Alexander Albon       | Williams-Mercedes            | 1:26,093               | 1:25,889               |                        | 13      |
| 15                   | 31 | Esteban Ocon          | Haas-Ferrari                 | 1:26,136               | 1:25,950               |                        | 14      |
| 16                   | 30 | Liam Lawson           | Racing Bulls-Honda RBPT      | 1:26,440               |                        |                        | 15      |
| 17                   | 5  | Gabriel Bortoleto     | Kick Sauber-Ferrari          | 1:26,446               |                        |                        | 16      |
| 18                   | 18 | Lance Stroll          | Aston Martin Aramco-Mercedes | 1:26,504               |                        |                        | 17      |
| 19                   | 27 | Nico Hülkenberg       | Kick Sauber-Ferrari          | 1:26,574               |                        |                        | 19      |
| 20                   | 43 | Franco Colapinto      | Alpine-Renault               | 1:27,060               |                        |                        | PL      |
| 107% czasu: 1:31,898 |    |                       |                              |                        |                        |                        |         |
| Źródło: FIA          |    |                       |                              |                        |                        |                        |         |

### Wyścig
| P           | Nr | Kierowca              | Konstruktor                  | Okr. | Czas                       | Poz. s. | +/−       | Punkty |
| ----------- | -- | --------------------- | ---------------------------- | ---- | -------------------------- | ------- | --------- | ------ |
| 1           | 4  | Lando Norris          | McLaren-Mercedes             | 52   | 1:37:15,735                | 3       | 2         | 25     |
| 2           | 81 | Oscar Piastri         | McLaren-Mercedes             | 52   | +6,812                     | 2       | Bez zmian | 18     |
| 3           | 27 | Nico Hülkenberg       | Kick Sauber-Ferrari          | 52   | +34,742                    | 19      | 16        | 15     |
| 4           | 44 | Lewis Hamilton        | Ferrari                      | 52   | +39,812                    | 5       | 1         | 12     |
| 5           | 1  | Max Verstappen        | Red Bull Racing-Honda RBPT   | 52   | +56,781                    | 1       | 4         | 10     |
| 6           | 10 | Pierre Gasly          | Alpine-Renault               | 52   | +59,857                    | 8       | 2         | 8      |
| 7           | 18 | Lance Stroll          | Aston Martin Aramco-Mercedes | 52   | +60,603                    | 17      | 10        | 6      |
| 8           | 23 | Alexander Albon       | Williams-Mercedes            | 52   | +64,135                    | 13      | 5         | 4      |
| 9           | 14 | Fernando Alonso       | Aston Martin Aramco-Mercedes | 52   | +65,858                    | 7       | 2         | 2      |
| 10          | 63 | George Russell        | Mercedes                     | 52   | +70,674                    | 4       | 6         | 1      |
| 11          | 87 | Oliver Bearman        | Haas-Ferrari                 | 52   | +72,095                    | 18      | 7         |        |
| 12          | 55 | Carlos Sainz Jr.      | Williams-Mercedes            | 52   | +76,592                    | 9       | 3         |        |
| 13          | 31 | Esteban Ocon          | Haas-Ferrari                 | 52   | +77,301                    | 14      | 1         |        |
| 14          | 16 | Charles Leclerc       | Ferrari                      | 52   | +84,477                    | 6       | 8         |        |
| 15          | 22 | Yūki Tsunoda          | Red Bull Racing-Honda RBPT   | 51   | +1 okrążenie               | 11      | 4         |        |
| NS          | 12 | Andrea Kimi Antonelli | Mercedes                     | 23   | NU (uszkodzenia kolizyjne) | 10      |           |        |
| NS          | 6  | Isack Hadjar          | Racing Bulls-Honda RBPT      | 17   | NU (kolizja)               | 12      |           |        |
| NS          | 5  | Gabriel Bortoleto     | Kick Sauber-Ferrari          | 3    | NU (wypadek)               | 16      |           |        |
| NS          | 30 | Liam Lawson           | Racing Bulls-Honda RBPT      | 0    | NU (kolizja)               | 15      |           |        |
| NS          | 43 | Franco Colapinto      | Alpine-Renault               | 0    | NW (skrzynia biegów)       | PL      |           |        |
| Źródło: FIA |    |                       |                              |      |                            |         |           |        |

### Najszybsze okrążenie
| Nr          | Kierowca      | Konstruktor      | Czas     | Okr. |
| ----------- | ------------- | ---------------- | -------- | ---- |
| 81          | Oscar Piastri | McLaren-Mercedes | 1:29,337 | 51   |
| Źródło: FIA |               |                  |          |      |

### Prowadzenie w wyścigu
| Nr                              | Kierowca       | Konstruktor                | Okrążenia | Suma |
| ------------------------------- | -------------- | -------------------------- | --------- | ---- |
| 1                               | Max Verstappen | Red Bull Racing-Honda RBPT | 1–7       | 7    |
| 81                              | Oscar Piastri  | McLaren-Mercedes           | 8–43      | 36   |
| 4                               | Lando Norris   | McLaren-Mercedes           | 44–52     | 9    |
| \| Wykres \| \| ------ \| \| \| |                |                            |           |      |
| Źródło: FIA                     |                |                            |           |      |
| Wykres                          |                |                            |           |      |
|                                 |                |                            |           |      |

## Klasyfikacja po wyścigu

### Kierowcy
| P           | +/–       | Kierowca              | Zgł. | Punkty | P1 | P2 | P3 | PP | NO | NS | NU | NW | DK |
| ----------- | --------- | --------------------- | ---- | ------ | -- | -- | -- | -- | -- | -- | -- | -- | -- |
| 1           | Bez zmian | Oscar Piastri         | 12   | 234    | 5  | 2  | 3  | 4  | 4  | –  | –  | –  | –  |
| 2           | Bez zmian | Lando Norris          | 12   | 226    | 4  | 5  | 1  | 3  | 5  | –  | 1  | –  | –  |
| 3           | Bez zmian | Max Verstappen        | 12   | 165    | 2  | 3  | –  | 4  | 1  | 1  | 1  | –  | –  |
| 4           | Bez zmian | George Russell        | 12   | 147    | 1  | 1  | 3  | 1  | 1  | –  | –  | –  | –  |
| 5           | Bez zmian | Charles Leclerc       | 12   | 119    | –  | 1  | 3  | –  | –  | 1  | –  | –  | 1  |
| 6           | Bez zmian | Lewis Hamilton        | 12   | 103    | –  | –  | –  | –  | –  | 1  | –  | –  | 1  |
| 7           | Bez zmian | Andrea Kimi Antonelli | 12   | 63     | –  | –  | 1  | –  | 1  | 4  | 4  | –  | –  |
| 8           | Bez zmian | Alexander Albon       | 12   | 46     | –  | –  | –  | –  | –  | 3  | 3  | –  | –  |
| 9           | 1         | Nico Hülkenberg       | 12   | 37     | –  | –  | 1  | –  | –  | 1  | –  | –  | 1  |
| 10          | 1         | Esteban Ocon          | 12   | 23     | –  | –  | –  | –  | –  | 1  | 1  | –  | –  |
| 11          | Bez zmian | Isack Hadjar          | 12   | 21     | –  | –  | –  | –  | –  | 2  | 1  | 1  | –  |
| 12          | Bez zmian | Lance Stroll          | 11   | 20     | –  | –  | –  | –  | –  | –  | –  | –  | –  |
| 13          | 3         | Pierre Gasly          | 12   | 19     | –  | –  | –  | –  | –  | 3  | 2  | –  | 1  |
| 14          | 1         | Fernando Alonso       | 12   | 16     | –  | –  | –  | –  | –  | 3  | 3  | –  | –  |
| 15          | 1         | Carlos Sainz Jr.      | 12   | 13     | –  | –  | –  | –  | –  | 3  | 2  | 1  | –  |
| 16          | 1         | Liam Lawson           | 12   | 12     | –  | –  | –  | –  | –  | 4  | 4  | –  | –  |
| 17          | Bez zmian | Yūki Tsunoda          | 12   | 10     | –  | –  | –  | –  | –  | 1  | 1  | –  | –  |
| 18          | Bez zmian | Oliver Bearman        | 12   | 6      | –  | –  | –  | –  | –  | 1  | 1  | –  | –  |
| 19          | Bez zmian | Gabriel Bortoleto     | 12   | 4      | –  | –  | –  | –  | –  | 3  | 3  | –  | –  |
| 20          | Bez zmian | Franco Colapinto      | 6    | 0      | –  | –  | –  | –  | –  | 1  | –  | 1  | –  |
| 21          | Bez zmian | Jack Doohan           | 6    | 0      | –  | –  | –  | –  | –  | 2  | 2  | –  | –  |
| Źródło: FIA |           |                       |      |        |    |    |    |    |    |    |    |    |    |

### Konstruktorzy
| P           | +/–       | Konstruktor                  | Zgł. | Punkty | P1 | P2 | P3 | PP | NO | NS | NU | NW | DK |
| ----------- | --------- | ---------------------------- | ---- | ------ | -- | -- | -- | -- | -- | -- | -- | -- | -- |
| 1           | Bez zmian | McLaren-Mercedes             | 24   | 460    | 9  | 7  | 4  | 7  | 9  | –  | 1  | –  | –  |
| 2           | Bez zmian | Ferrari                      | 24   | 222    | –  | 1  | 3  | –  | –  | 2  | –  | –  | 2  |
| 3           | Bez zmian | Mercedes                     | 24   | 210    | 1  | 1  | 4  | 1  | 2  | 4  | 4  | –  | –  |
| 4           | Bez zmian | Red Bull Racing-Honda RBPT   | 24   | 172    | 2  | 3  | –  | 4  | 1  | 3  | 3  | –  | –  |
| 5           | Bez zmian | Williams-Mercedes            | 24   | 59     | –  | –  | –  | –  | –  | 6  | 5  | 1  | –  |
| 6           | 3         | Kick Sauber-Ferrari          | 24   | 41     | –  | –  | 1  | –  | –  | 4  | 3  | –  | 1  |
| 7           | 1         | Racing Bulls-Honda RBPT      | 24   | 36     | –  | –  | –  | –  | –  | 5  | 4  | 1  | –  |
| 8           | Bez zmian | Aston Martin Aramco-Mercedes | 23   | 36     | –  | –  | –  | –  | –  | 3  | 3  | –  | –  |
| 9           | 2         | Haas-Ferrari                 | 24   | 29     | –  | –  | –  | –  | –  | 2  | 2  | –  | –  |
| 10          | Bez zmian | Alpine-Renault               | 24   | 19     | –  | –  | –  | –  | –  | 6  | 4  | 1  | 1  |
| Źródło: FIA |           |                              |      |        |    |    |    |    |    |    |    |    |    |